# Guettarda leai
Guettarda leai är en måreväxtart som beskrevs av Henry Nicholas Ridley. Guettarda leai ingår i släktet Guettarda och familjen måreväxter. Inga underarter finns listade i Catalogue of Life.